# Shiro Hashizune
Shiro Hashizune (Japón, 20 de septiembre de 1928-Ōta, 9 de marzo de 2023) fue un nadador japonés especializado en pruebas de estilo libre larga distancia, donde consiguió ser subcampeón olímpico en 1952 en los 1500 metros.

## Carrera deportiva
En los Juegos Olímpicos de Helsinki 1952 ganó la medalla de plata en los 1500 metros estilo libre, con un tiempo de 18:41.4 segundos, tras el estadounidense Ford Konno (oro con 18:30.3 segundos que fue récord olímpico) y por delante del brasileño Tetsuo Okamoto (bronce con 18:51.3 segundos).